# 대항근
어떤 동작을 할 때, 가장 많은 힘을 발휘하는 근육인 작용근과 달리, 대항근(對抗筋) 또는 길항근(拮抗筋, antagonist muscle)은 서로 반대되는 작용을 동시에 하는 한 쌍의 근육을 가리킨다. 골격근의 폄근과 굽힘근, 동공의 조임근과 확장근 따위가 있다.

## 공액 길항근
공액길항근(共軶拮抗筋)은 한 쌍의 근육이나 근육군 가운데 일부가 반대 방향으로 끌어당기지만, 연합 작용은 한방향으로 움직이는 근육이다.

## 같이 보기
- 체간근
- 작용근
- 근육에 대한 해부학 용어#작용근과 대항근